# Gorna Sekirna, Pernik
Gorna Sekirna (în bulgară Горна Секирна) este un sat în comuna Breznik, regiunea Pernik,  Bulgaria. 

## Demografie
Componența etnică a satului Gorna Sekirna
     Bulgari (100%)
     Nicio identificare (0%)
     Altele (0%)
La recensământul din 2011, populația satului Gorna Sekirna era de 19 locuitori. Din punct de vedere etnic, majoritatea locuitorilor (100,0%) erau bulgari. Pentru 0,0% din locuitori nu este cunoscută apartenența etnică.